# Liste der Monuments historiques in Monétay-sur-Allier
Die Liste der Monuments historiques in Monétay-sur-Allier führt die Monuments historiques in der französischen Gemeinde Monétay-sur-Allier auf.

## Liste der Bauwerke
| Bezeichnung                                         | Beschreibung                         | Standort | Kennzeichnung | Schutzstatus   | Datum     | Bild |
| --------------------------------------------------- | ------------------------------------ | -------- | ------------- | -------------- | --------- | ---- |
| Château de la Grillière (Fotos in der Base Mérimée) | Schloss, erbaut in den 1890er Jahren | (Lage)   | PA00093158    | Inscrit Classé | 1988 1990 |      |